# Monotes pearsonii
Monotes pearsonii là một loài thực vật có hoa trong họ Dầu. Loài này được H.H.Bancr. mô tả khoa học đầu tiên năm 1936.